# Свидетель обвинения
«Свидетель обвинения» (англ. Witness for the Prosecution) — детективный кинофильм Билли Уайлдера, премьера которого состоялась в 1957 году. Экранизация одноимённой пьесы Агаты Кристи, написанной по её же одноимённому рассказу. Главные роли исполняют  Чарльз Лоутон, Тайрон Пауэр (последнее появление на киноэкране) и Марлен Дитрих. Шесть номинаций на премию «Оскар», в том числе как лучшему фильму года.

## Сюжет
После сердечного приступа успешному адвокату сэру Уилфриду Робартсу (Чарльз Лоутон) врачи запрещают заниматься уголовными делами и приставляют к нему сиделку мисс Плимсолл (Эльза Ланчестер), с которой у Робартса возникает конфликт. Вскоре в дом к адвокату приезжает его коллега и знакомит Уилфрида со своим клиентом — Леонардом Воулом (Тайрон Пауэр). Коллега просит помощи Уилфрида, так как Леонард попал в одну неприятную историю: он является подозреваемым в убийстве пожилой и состоятельной дамы Эмили Френч (Норма Варден). Главной уликой против Воула является завещание Эмили, в котором она завещает Леонарду крупную сумму денег. Первоначально адвокат отказывается от дела, ссылаясь на запрет врача, однако, поддавшись азарту, решает защищать Воула в суде вместе со своим коллегой Броганом-Муром (Джон Уильямс), невзирая на протесты мисс Плимсолл. Когда Леонарда уводит полиция, в дом к Уилфриду приходит жена Воула Кристина (Марлен Дитрих), с которой Воул познакомился после Второй мировой войны в Гамбурге, где Кристина работала певичкой в ночном клубе. В ходе её разговора с адвокатом Уилфрид понимает, что Кристина любит мужа и верит в победу в деле.
Настает день суда. Уилфриду удается развеять в пух и прах показания экономки мисс Френч и разрушить все улики, которые указывают на виновность Воула. Исход дела меняет появившаяся в качестве свидетеля обвинения Кристина. Уилфрид пытается не допустить её к допросу, так как жена не имеет права давать показания против своего мужа, но судья сообщает удивлённому адвокату, что Кристина вышла замуж за Воула незаконно — на момент знакомства с ним она была замужем за Отто Хельмом, который теперь в Восточной Германии, и с которым она развод не оформляла. Таким образом, её брак с Воулом недействителен (Кристина на суде признаёт, что вышла замуж за Воула в первую очередь для того, чтобы тот вывез её из Германии). В ходе её допроса девушка опровергает все заявления Воула и сообщает, что помогала мужу замести все улики. В последний момент уже отчаявшемуся Уилфриду звонит некая женщина и просит встречи на вокзале. Она рассказывает, что её любовник Макс крутил роман с Кристиной, и поэтому она хочет ей отомстить: у неё на руках есть её письма, которые скомпрометируют её в суде. В письмах Кристина признаётся Максу, что попытается избавиться от Леонарда, оклеветав его в суде. На следующий день Уилфрид в ходе допроса Кристины демонстрирует судье письма, тем самым обличая Кристину в лжесвидетельстве. В результате присяжные признают Воула невиновным.
Развязка настаёт в конце фильма, когда в пустой зал суда после заседания к Уилфриду приходит Кристина и сообщает, что она намеренно решила стать лжесвидетелем со стороны обвинения, потому что если бы она пыталась защищать Леонарда, то суд бы ей не поверил. Затем она раскрывает, что это она замаскировалась под ту женщину, которая передала ему письма-компромат. Когда Уилфрид говорит, что ей не нужно было идти на такие жертвы, Кристина раскрывает главную причину её действий: всё, что она сообщила про Леонарда в своих якобы лже-показаниях, на самом деле является правдой, и тот реально скорее всего убил Эмили Френч. В этот момент появляется Леонард в компании любовницы и говорит Кристине, что бросает её. Разозлённая Кристина в гневе убивает Воула ножом, после чего её берут под стражу. В конце фильма сэр Уилфрид собирается взяться за новое дело: защиту Кристины.

## В ролях
- Чарльз Лоутон — сэр Уилфрид Робартс
- Тайрон Пауэр — Леонард Воул
- Марлен Дитрих — Кристина Воул
- Эльза Ланчестер — мисс Плимсолл
- Торин Тэтчер — мистер Майерс, государственный прокурор
- Джон Уильямс — Броган-Мур, адвокат
- Генри Дэниелл — Мэйхью, адвокат
- Уна О’Коннор — Джанет Маккензи, экономка миссис Френч
- Норма Варден — миссис Эмили Джейн Френч
- Иэн Вулф[англ.] — Картер, офис-менеджер сэра Уилфрида
- Фрэнсис Комптон[англ.] — судья
- Филип Тонг[англ.] — инспектор Хирн
- Рута Ли — Дайана

В титрах не указаны
- Бесс Флауэрс — слушательница в суде
- Дж. Пэт О’Мэлли — продавец шорт

## Прокат
В Канаде и Франции фильм вышел в прокат 19 февраля 1958 года, в Таиланде — 10 сентября 1958 года, в СССР — 2 апреля 1962 года, в ГДР — 21 августа 1964 года.

## Факты
Сцена из воспоминаний Воула, где в ночном клубе во время выступления Кристины вспыхивает драка (потому что один из подвыпивших американских солдат сдёрнул штанину от её костюма) потребовала 145 человек массовки и 38 каскадёров. Все это обошлось в 90 тысяч долларов. При показе в СССР весь рассказ Воула о знакомстве с Кристиной был целиком вырезан. 
В реальной жизни Эльза Ланчестер, сыгравшая невыносимую «сиделку» для адвоката сэра Уилфрида (Чарльза Лоутона), являлась его женой.
В конце фильма, как титры, голос за кадром сообщал зрителям: «Управление этого театра предполагает, что для желаемого эффекта у ваших друзей, кто ещё не видел картину, вы не будете разглашать секрет окончания фильма „Свидетель обвинения“». Это было сделано в соответствии с рекламной кампанией фильма: один из плакатов сообщал: «Вы будете говорить об этом, но, пожалуйста, не говорите окончание». Также были проведены усилия, чтобы тайна окончания не была распространена на актёров. Билли Уайлдер не давал актёрам последние десять страниц сценария, пока не пришло время снимать эти сцены.
Фильм получил очень положительные отзывы. В обзоре TV Guide, фильму дали четыре с половиной звезды из пяти, говоря: «Свидетель обвинения является остроумной, краткой адаптацией пьесы Агаты Кристи, которую перенёс на экран с изобретательностью и жизнеспособностью Билли Уайлдер». По оценке советского киноведа Янины Маркулан, в этой адаптации детектива Агаты Кристи он получил «роскошное экранное воплощение».

## Другие экранизации
Пьеса была впервые исполнена в Ноттингеме 28 сентября 1953 года, в Лондоне 28 октября 1953 года и на Бродвее 16 декабря 1954 года.
Первая экранизация истории Агаты Кристи была произведена BBC в 1949 году. Пьеса «Свидетель обвинения» также была в форме живой телепередачи на CBS в Lux Video Theatre 17 сентября 1953 года, в главных ролях Эдвард Г. Робинсон, Андреа Кинг и Том Дрейк. В 1982 году пьеса «Свидетель обвинения» была переделана в телевизионный фильм, в ролях: Ральф Ричардсон, Дебора Керр, Бо Бриджес, Дональд Плезенс, Уэнди Хиллер и Дайана Ригг. Эта экранизация была адаптирована Лоуренсом Б. Маркусом и Джоном Гейем, автором сценария являлся режиссёр Алан Гибсон.

## Награды
| Награды и номинации            | Награды и номинации                 | Награды и номинации | Награды и номинации                  | Награды и номинации |
| Награда                        | Категория                           | Номинант            | Результат                            |                     |
| ------------------------------ | ----------------------------------- | ------------------- | ------------------------------------ | ------------------- |
| «Оскар»                        | «Лучший фильм»                      |                     | Номинация                            |                     |
| «Оскар»                        | «Лучшая режиссёрская работа»        | Билли Уайлдер       | Номинация                            |                     |
| «Оскар»                        | «Лучшая мужская роль»               | Чарльз Лоутон       | Номинация                            |                     |
| «Оскар»                        | «Лучшая женская роль второго плана» | Эльза Ланчестер     | Номинация                            |                     |
| «Оскар»                        | «Лучший монтаж»                     | Дэниел Мэнделл      | Номинация                            |                     |
| «Оскар»                        | «Лучший звук»                       | Гордон Сойер        | Номинация                            |                     |
| «Золотой глобус»               | «Лучший драматический фильм»        |                     | Номинация                            |                     |
| «Золотой глобус»               | «Лучшая режиссёрская работа»        | Билли Уайлдер       | Номинация                            |                     |
| «Золотой глобус»               | «Лучшая мужская роль в драме»       | Чарльз Лоутон       | Номинация                            |                     |
| «Золотой глобус»               | «Лучшая женская роль в драме»       | Марлен Дитрих       | Номинация                            |                     |
| «Золотой глобус»               | «Лучшая женская роль второго плана» | Эльза Ланчестер     | Победа                               |                     |
| Премия Британской киноакадемии | «Лучший иностранный актёр»          | Чарльз Лоутон       | Номинация                            |                     |
| «Давид ди Донателло»           | «Лучший иностранный актёр»          | Чарльз Лоутон       | Победа (совместно с Марлоном Брандо) |                     |
| Премия Гильдии режиссёров США  | «Лучшая режиссёрская работа»        | Билли Уайлдер       | Номинация                            |                     |
| Премия Эдгара Аллана По        | «Лучший фильм»                      |                     | Номинация                            |                     |